# Bedřich Kopecný
Bedřich Kopecný (1. března 1913 Vídeň – 1. listopadu 1972 Praha) byl český novinář, spisovatel, satirik a kreslíř. Od roku 1949 až do konce šedesátých let publikoval společně s Jiřím Winterem kreslený humor pod pseudonymem Neprakta.

## Život
Narodil se 1. března 1913 ve Vídni, kde jeho otec Sylvestr Kopecný (1881–1953) sloužil jako důstojník rakousko-uherské armády. Po vzniku Československa se rodina přestěhovala do Prahy. Bedřich maturoval v roce 1931 na Prvním českém reálném gymnáziu v Ječné ulici. V říjnu byl imatrikulován na Českém vysokém učení technickém jako řádný posluchač inženýrského stavitelství. Školu však po pěti letech opustil, absolvoval dvouletou vojenskou službu a našel si zaměstnání v bazaru Orientální zajímavosti, který sídlil ve Václavské pasáži na Karlově náměstí. V nejrůznějších novinách i časopisech začal uveřejňovat satirické črty nebo povídky s vlastními ilustracemi. Jako restaurátor a znalec orientálního umění a koberců se tehdy spřátelil s gymnazistou a začínajícím sběratelem starožitností Jiřím Winterem.
Na konci války se aktivně zúčastnil Pražského povstání a v červnu 1945 opět vstoupil do armády. Při likvidaci miny utrpěl zranění, které si vyžádalo opakovaný pobyt ve vojenské nemocnici. V únoru 1947 začal psát do národně socialistického týdeníku Svobodný zítřek, v němž vycházely politické komentáře ministrů Prokopa Drtiny a Huberta Ripky nebo texty Bohuslava Brouka, polemizující s komunistickou ideologií. Kopecného poslední příspěvek vyšel den předtím, než ministři tří stran Národní fronty podali demisi.
Ostrý kurz, který politika KSČ nabrala ve druhé polovině roku 1948, měl nový režim zbavit všech odpůrců a nepohodlných osob. Jedním z postižených byl i Bedřich Kopecný. Podle rozhodnutí Státního soudu v Praze ohrozil bezpečnost státu tím, že neoznámil příslušným úřadům styky, které jeho známý udržoval s „agentem cizích zahraničních kruhů“. V červenci 1949 byl odsouzen k tříměsíčnímu odnětí svobody a trest vykonal jako horník v dole Zdeněk Fierlinger ve Vinařicích u Kladna. Dalších šest měsíců strávil jako brigádník v rudném dole v Mníšku pod Brdy. V červnu 1951 byl na základě dekretu o všeobecné pracovní povinnosti poslán těžit uranovou rudu na šachtu v Bytízu u Příbrami, kde utrpěl další vážný úraz obličeje, jehož následků se už nikdy nezbavil.
Až do konce života se živil jako spoluautor Nepraktových vtipů. Zpravidla vymýšlel a načrtával náměty, které předával mladšímu příteli, aby je finalizoval pro tisk. V relativně uvolněné atmosféře konce šedesátých let publikoval vlastní kresby v týdeníku Mladý svět. Jeho zdravotní stav se však tehdy výrazně zhoršil v důsledku nestřídmé konzumace alkoholu. V roce 1970 na spolupráci s Jiřím Winterem definitivně rezignoval. Dva roky poté, co jej Miloslav Švandrlík nahradil v roli libretisty Nepraktových vtipů, byl hospitalizován v Nemocnici Na Františku, kde 1. listopadu 1972 zemřel.

## Tvorba

### Fejetony z Abdulistánu
Bedřich Kopecný publikoval od února 1947 po celý následující rok v národně socialistickém týdeníku Svobodný zítřek satirické fejetony z fiktivního Abdulistánu, maličké pouštní země, kde se „nemluví o ničem jiném než o politice“. Využil znalostí arabského světa, získaných soukromým studiem orientálního umění, a v průhledných jinotajích se prostřednictvím výřečného Sajída Abdula vyjadřoval k dění na domácí politické scéně i k vývoji mezinárodní situace. Ironicky komentoval nepřetržitý řetězec sporů a kompromisů „Národního šiku“, počátky plánovitého budování šťastných zítřků nebo propagandistickou činnost „Hodnostářství Opravdu Uklidňujících Pravdivých Informací“.
Abdulovy postřehy byly vtipné a trefné; nedělaly si iluze o západních demokraciích ani o skutečných záměrech nového východního spojence a povaze jeho „Pravých Přívrženců“, ochotných rozpoutat bratrovražedný boj, pokud by většina neustoupila jejich požadavkům. Abdul občas vycestoval i za hranice své malé pouště, aby se účastnil konferencí se Zástupci Zmoudřelých Zemí. Zprávy o výsledcích jednání, které pak tlumočil v radě šejků, nebyly příliš optimistické: „Každý se o nás nezištně zajímá, ačkoliv chtěli obrátit naši poušť v písek. Ale urovnal jsem to na všech stranách. Něco si vezmou, něco jim dáme a o něco asi přijdeme, takže se ničeho dobrého nemusíme obávat.“ Abdulistán byl už jen svou polohou přímo předurčen k tomu, aby si na něm ostatní mocnosti „vyřizovaly své spory, začínaly války a zkoušely politické a sociální vynálezy“.
Poté, co v roce 1947 Československo odmítlo Marshallův plán, vstoupila poválečná polarizace světa do nové fáze. Zatímco politický komentář ve Svobodném zítřku zdrženlivě vyjádřil obavy, aby se pomyslná čára mezi západem a východem Evropy „vzájemnými výčitkami, tendenční propagandou, ba nenávistí nerozšířila ve skutečnou a nebezpečnou propast“, Abdul rovnou doporučoval postavit kovovou „mušarabii“ čili zástěnu, která by oddělila strádající, ale hrdé přívržence východní nauky od politicky zaostalých blahobytníků.
Abdul doporučuje kovovou zástěnu
Pro lid jest novinou jen něco neuvěřitelného a hrozného. Ale po každé události hned shledávají, že podobná již byla, takže vzniká dojem, jako by se od stvoření tvora z prachu a kapky celkem nic neudálo. Obyčejný člověk se vskutku zajímá jen o přítomnost; a o budoucnost nejvýš za několikeré vyspání.
„Tak co je nového?“ tázali se lidé Abdula, když se po dvojnásobném splnění denní práce rozvalil k polednímu kefu - odpočinku. „Nic. Pouze bitvy, hladomory, záplavy, požáry a vynálezy. A přípravy k džihádu - svaté válce; ale ty trvají v obdobách, co svět stojí. Též se hodně mluví o oblibě, zvané ištyrákíja - socialismus. Vzniká časem od dob, kdy se poznalo, že jsou lidé chytří a hloupí, mravní i bezuzdní, pilní i líní, stateční i zbabělí, mírní a rázní, silní a slabí. Je to snaha o vyrovnání. Někdy ji hlásají lidé, chtějící se podílet a pomáhat chudým. Jindy je podnícena nespravedlivostmi. A někdy ji vedou mnozí, ani chytří, mravní, ani pilní. - Nebojte se,“ uklidňoval, když viděl, že se leckdo rozhlíží, „mluvím o cizině. O státě, ve kterém si všechny strany socialismus předsevzaly. A k jedné - Allah je shovívavý - se přidalo tolik osob, že byla nejsilnější. Tak vládla. Přirozené potíže vymlouvala a zakrývala, nutným zlepšením se chlubila a chválila se. Vezír informací, neboli nazír dyaája - ministr propagandy, oznamoval, že vbrzku blahobyt nebude ani k vydržení. Vše se zlevnilo tak, že za část mzdy, postačující dříve na opánky, bylo lze ty opánky opravit. Oblečení bylo možno opatřit za půlroční mzdu a vydrželo nejméně do příští půlroční mzdy. Výdělek postačil na vše. Buď na obydlí s náležitostmi, nebo na knihy, hudbu a jinou kulturu, nebo na popití vína a jemenský tabák Hemmi, nebo na stravu, nebo na tanečnici, nebo na potomka. Tudíž devět spokojených pracovníků mohlo se desátému složit na slušné zaopatření, kulturu, požitky a syna. Velké platy měli ti nejvyšší a nejnižší, obklopující práci. Skuteční tvůrci výchovy a uspořádání a pilní dělníci, dostávali jen tolik, aby socialismus neodumíral.“
„A jak to dopadlo?“ tázalo se shromáždění bez zájmu.
„Jednou dobře. Mnoho oněch, kteří příslušností k té straně hledali beztrestnost, bylo odhaleno, mnoho bázlivců, chtějících v klidu jít s předpokládaným proudem, prohlédlo.“
Ale lidé již Abdula ani neposlouchali, a šeptali si: „Něco se děje, když takhle klábosí.“ Pouze z úcty se kdosi zeptal: „A co že je to socialismus?“
„Vždyť jsem to teď říkal,“ odpověděl Abdul netrpělivě. „Je socialismus různého druhu. Může být učení s heslem - Bratrství ve spravedlnosti a ideálech! Nebo náboženství - Miluj bližní! Též politika - Prospěch lidu a vlasti! Či řád - Nechme každého žít! U těch, kteří socialismus nepochopili, je to řečnická věda s nesčetnými hesly ve smyslu - Dřině druhých čest!“
Náhle nastalo přerušení výkřikem „rrhee!“, jímž někdo venku nutil kleknout velblouda. Zároveň se objevil posel, přinášející Abdulovi zprávu. „Co se děje?“ tázali se zvědaví lidé a vstávali. Spojením prstů učinil Abdul esmu - posunek pozornosti a oznamoval: „Jednalo se o postavení železné mušarabie - zástěny.“
„A postaví se?“ vyzvídali nic nechápající posluchači. „Šlo o plán světové pomoci,“ vykládal Abdul. „Představte si, že některé mocné státy jsou bohatí pašové. A ti nabídli nuzným národům - chudině, že je přijmou do jakési služby, ve které se budou mít dobře.“
„Allah, alla, el hamdu lillah - díky bohu,“ jásali lidé.
„Divím se vám,“ zarazil je Abdul. „Jsou beduové a tuaregové, jimž děti umírají hlady a přece pomoc odmítli. Což není obdivuhodné, volit raději strádání a bídu, než dopustit, aby nauka a záměry šejků byly ohroženy?“
„Nám je to jedno,“ reptali lidé. „Nejdříve nakrmit, ošatit a mít se dobře a pak nám dej nauku.“
„To prospěchářství se mi hnusí. I vaše omezenost. Malý národ je předmětem velké politiky. Pro nás byly dvě možnosti.: Zajímat se o to zaměstnání, ale dělat drahoty, klást pyšné podmínky a chovat se tak, až by si pašové uvědomili, jakou děláme milost, přijímáme-li něco. Tím bychom alespoň naznačili, že by to šlo, kdyby to šlo - jako na minulých konferencích.“
„Allah jisaiimak - Bůh ochraňuj, jen aby žádný Přívrženec to neštěstí nezpůsobil!“ „Jaké neštěstí?“ pohoršil se Abdul. „Užili jsme druhého způsobu a odmítli přímo!“ „Ó jázik, já satir,“ bědovali lidé. „To je teda ta kovová mušarabie!“ „Ovšem, hlupáci, kteří se zabýváte jen plány na pohodlný, mírumilovný život. To bude zástěna, oddělující nás hrdé, strádající na základě nauky od zaostalých blahobytníků.“
„Ale zástěna,“ vmísil se stařec, který již často nevhodně promluvil, „jak ji znám z haremu, má mnoho dírek a dokonce okénko na podávání jídla. Tím bychom mohli s jinými socialisty obchodovat.“ „Nauku za jídlo,“ posmíval se Abdul. „Ještě řekni, že se o tom uvažuje.“
„Jsme nešťastni,“ naříkali lidé. „Stále nám cizí národové vnucují dobro a svobodu. Co máme dělat?“ „Modlete se. To je v dnešní politice jediný prostředek.“
KOPECNÝ, Bedřich. "Abdul doporučuje kovovou zástěnu", Svobodný zítřek, roč. 3, č. 29, 17. července 1947, s. 10.

### Kreslený humor
Na myšlenku publikovat společně kreslený humor připadli Bedřich Kopecný s přítelem Jiřím Winterem v říjnu 1949. Společný pseudonym Neprakta měl vyjadřovat „nespekulativní“ přístup a především „chránit nevinné“. První kreslený vtip vyšel ve Svobodném slově, deníku Československé strany socialistické. Na jediné stránce nedělního vydání, která zůstala vyhrazena anekdotám, rébusům a křížovkám, byl 20. listopadu 1949 otištěn malý obrázek, který představoval jednotku hasičů zalévajících květiny ve čtvrtém patře činžáku. Z titulku se čtenáři dozvěděli, že slečna v okně je velitelova dívka a mohli kresbu interpretovat jako romantickou scénu s lehkým nádechem absurdity.
Pro nedělní Svobodné slovo připravoval Kopecný v padesátých letech také pravidelnou rubriku hádanek, rébusů a obrázků, v nichž měli čtenáři odhalit věcné chyby. Kreslené vtipy začaly vycházet v Dikobrazu i v jeho slovenském protějšku, v humoristicko-satirickém čtrnáctideníku Sršeň. Podstatná část produkce „firmy“ Neprakta se vyhýbala výrobní a komunální satiře a náměty těžila z mytologie i z nejrůznějších historických období ‒ od pravěku až do konce 19. století. Vtipy zpravidla používaly osvědčený a dlouhodobě úspěšný formát ilustrované anekdoty, která zřetelně oddělovala ikonickou a verbální složku. Ani v šedesátých letech se slova nepřestěhovala do bublin, ačkoliv je Jiří Winter běžně používal při kreslení komiksových stripů a seriálů. Čistě obrazovému humoru beze slov se „firma“ Neprakta přiblížila knihou Motivy z amfor. V roce 1960 ji vydalo nakladatelství Mladá fronta jako druhý (a zároveň i poslední) svazek edice Veselé kresby. Soubor, inspirovaný starými řeckými bájemi, byl součástí rozsáhlého projektu anachronických montáží. Z velkoryse rozvržených Nepraktyckých dějin lidstva se však uceleného tvaru dočkala pouze antika.

### Kresby, koláže a plastiky
Zatímco ve třicátých letech si Kopecný ilustroval své povídky pečlivě stínovanými kresbami, později svůj rukopis výrazně zjednodušil a jen občas některé práce koloroval nebo lavíroval tuší. Okamžité nápady realizoval nejen na papíře. Občas se objevil v některé z malostranských pivnic, aby překvapené hosty obdaroval jezdeckými ostruhami nebo dýmkami nacpanými tabákem, které nakoupil ve stáncích s partiovým zbožím. V uličce V Kotcích si prý pořizoval i většinu oblečení. Z prvorepublikového elegána se stal malostranský bohém v zelených botkách a v prádle označeném razítkem Nápravně výchovného ústavu Valdice. Na plátěné košile z „Kotcexu“ také maloval. Pověstná byla jeho záliba v sestavování absurdních „novotvarů“ z nalezených předmětů. Dochovalo se jen několik fotografií antropomorfních plastik, které svědčí o hravém přehodnocení zájmu o starožitnosti. Zatímco Jiří Winter se ve své pracovně obklopil výjimečnými a cennými předměty ze všech koutů světa, Kopecného pokojík byl polepený titulky vystříhanými z novin a pospojovanými do nových, překvapivých souvislostí. Jednu skříň s kolážovanými texty měl prý v úmyslu později znovu natřít, rozštípat a spálit.

## Výstavy a ocenění
Výrazný ohlas přinesla autorské dvojici Neprakta výstava Lidičky a lihoviny aneb O lidech a alkoholu, uspořádaná na podzim 1955 v přednáškovém sále kliniky U Apolináře z podnětu Jaroslava Skály, vedoucího protialkoholního oddělení pražské psychiatrické kliniky a první záchytné stanice. Kritika přijala nápad s nadšením. Pochválila výchovné působení obrázků, v nichž se autor „vysmívá […] lidským slabostem, aniž by chtěl člověka srazit k zemi [a] spíše mu nastavuje zrcadlo, aby v něm poznal vlastní chyby“. Kopecný si ovšem o blahodárném vlivu protialkoholní satiry nedělal žádné iluze. V dopise, adresovaném sestře Sylvii, se zmínil o „výstavě blbého Neprakty u Apolináře“ a sarkasticky poznamenal, že by považoval za úspěch, kdyby „z vlastního chlastu mohl existenčně těžit“.
První velká výstava Nepraktových vtipů proběhla v březnu a dubnu 1960 v muzeu v Liberci. Představila stovky kreseb a jejich fotografických zvětšenin, kolem nichž Kopecný naaranžoval vycpaná zvířata a další exponáty, vypůjčené z muzeálních sbírek. Část výstavy se koncem května přesunula do pražské galerie Fronta. Winter nechal instalaci zdokumentovat a soubor diapozitivů (společně s dalšími kresbami) přihlásil do soutěže o nejlepší výtvarné dílo „v oboru humoru a satiry“ na druhém ročníku Haškovy Lipnice. Porota výtvarné části, které předsedal nestor politické karikatury Antonín Pelc, udělila Bedřichu Kopecnému a Jiřímu Winterovi první cenu, spojenou s finanční odměnou deset tisíc korun. O tři druhé ceny, honorované částkou šest tisíc korun, se tehdy rozdělili Adolf Born, Svatopluk Pitra a Bohumil Štěpán. Festival uzavřela dvoudenní výstava Pelcových satirických kreseb a Nepraktových „humorných obrázků“ v lipnické škole. Poslední den si ji prohlédl i místopředseda vlády Václav Kopecký, který údajně nad kolekcí vítězné dvojice nešetřil chválou. Takové ocenění otevřelo Nepraktovi dveře dalších výstavních síní a nakladatelství. V Havlíčkově Brodě vyšel první knižní soubor vtipů 106 od Neprakty a národní podnik Kniha uspořádal putovní výstavu „veselých kreseb“.
Kopecný dovedl návštěvníky Nepraktových výstav pobavit nápaditou instalací. V roce 1965, při realizaci výstavy Příklady z historie v zámeckém areálu v Roztokách u Prahy, usadil do trámoví pod stropem několik vycpaných havranů a na podlaze pod nimi vytvořil iluzivní malbu ze stříkanců bílé barvy.
V prosinci 1969 se Kopecný zúčastnil pod svým vlastním jménem poslední výstavy skupiny Polylegran v galerii Československého spisovatele. Vzhledem k zálibě v aranžování „divných“ situací to byl možná on, kdo mezi moderní karikatury přinesl starožitnou plechovku z prvorepublikového koloniálu. Anachronický objekt diváky poněkud znepokojoval, protože nebylo jasné, jestli jde o jeden z exponátů; a pokud ano, „měl zesměšňovat ostatní, nebo se stát terčem posměchu“?
16. prosince 2015 bylo Kopecnému rozhodnutím rady městské části Praha 1 uděleno in memoriam čestné občanství za umělecký přínos a osobní statečnost.